# Thermocyclops crucis
Thermocyclops crucis is een eenoogkreeftjessoort uit de familie van de Cyclopidae. De wetenschappelijke naam van de soort is voor het eerst geldig gepubliceerd in 2006 door Holynska.